# Afsluiter
Een afsluiter is een mechaniek om de doorstroming van een medium te regelen (gas, vaste stof, slurrie, of vloeistof), door het (deels) openen of sluiten van een of meer doorstroomopeningen.
De afsluiter kent  vele toepassingen, zowel in de industrie als in huishoudens.
Afsluiters kunnen voorzien zijn van een soldeer-, schroef- of flensverbinding.
Ook een kraan is een afsluiter. Een afsluiter kan - als onderdeel van een machine of installatie - ook als appendage betiteld worden.

## Soorten
Op basis van het werkingsprincipe worden de volgende afsluiters onderscheiden:

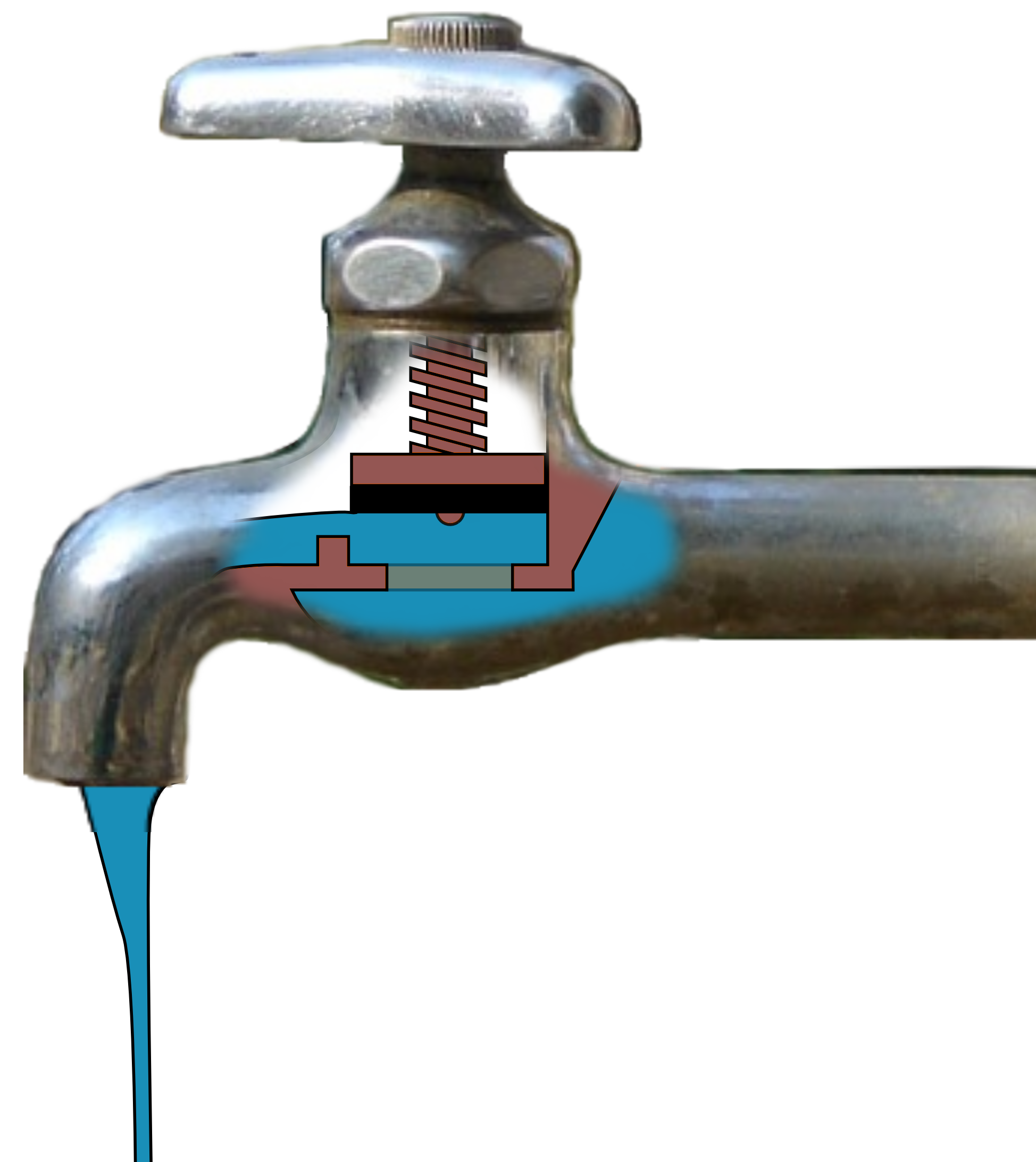
Het mechanisme in een tapkraan

### Klepafsluiter
Bij een klepafsluiter wordt met behulp van een schroefdraadspindel een klep op een in het kraanhuis aanwezige zitting gedrukt. Deze klep is doorgaans voorzien van een pakking. Al naargelang de stand van de zitting onderscheidt men: afsluiters met een recht geplaatste, en afsluiters met een schuin geplaatste zitting. Klepafsluiters veroorzaken veel weerstand. Dat is het gevolg van de richtingverandering die het stromende medium in deze afsluiters ondervindt. De stromingsrichting dient altijd zodanig te zijn dat de aanvoer onder de klep en de afvoer boven de klep plaatsvindt. Dit wordt aangegeven door een pijl die op het kraanhuis is aangebracht. Ook de veelvuldig toegepaste conventionele tapkraan en stopkraan zijn klepafsluiters.

### Schuifafsluiter
Bij een schuifafsluiter wordt een schuif met behulp van een spindel in de baan van het stromende medium geschoven. Vaak is er geen pakkingmateriaal aanwezig. Om de aandrukkracht te vergroten zijn de schuif en de wand van de opening vaak enigszins wigvormig uitgevoerd. Dit type afsluiter past men doorgaans toe bij grotere leidingdiameters. Schuifafsluiters hebben een korte inbouwlengte en betrekkelijk weinig doorstroomweerstand, in geopende positie wordt de doorstroming nauwelijks beïnvloed. Bij het inbouwen hoeft er geen rekening te worden gehouden met de stromingsrichting. Ze zijn niet geschikt als regelafsluiter. Bij een gesloten schuifafsluiter staat er hydrostatische druk op de gehele schuif waardoor deze zwaar te openen is.

### Membraanafsluiter
Bij een membraanafsluiter stroomt het medium door een spleetvormige opening tussen het metalen huis en een, meestal rubberen, flexibele plaat (membraan) waarvan de rand is ingeklemd en waarbij het midden kan doorbuigen. Door te draaien aan het handwiel wordt met behulp van een schroefdraadconstructie het membraan naar boven en beneden bewogen, waardoor de spleet in meer of mindere mate wordt dicht gedrukt.  Een voordeel is dat de bewegende delen gescheiden zijn van het te transporteren medium.

### Kogelkraan
Bij een kogelkraan draait een doorboorde kogel in een bolvormige kamer. Door de positie van de kogel ten opzichte van het huis te verdraaien is de doorstroom opening aan te passen. De kogel draait meestal in een kunststof voering. De kogelkraan wordt uitgevoerd met een doorlaat die gelijk is aan de nominale binnenmaat van de betreffende leiding, of met gereduceerde doorlaat (een kleinere boring in de kogel).

### Vlinderklep
Bij een vlinderklep ten slotte draait een schijfvormig obstakel rond een as in, of nabij, het midden van het stroomkanaal. Om de afdichting tussen schijf en kamer te garanderen is meestal een (rubber) voering van de kamer aanwezig.

## Foto's

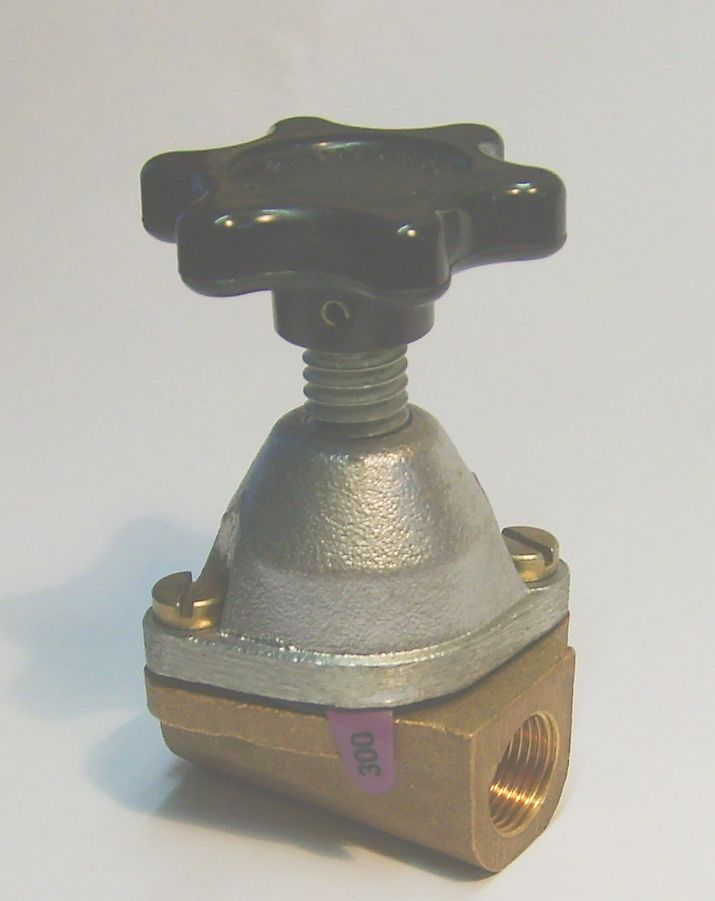
Membraanafsluiter
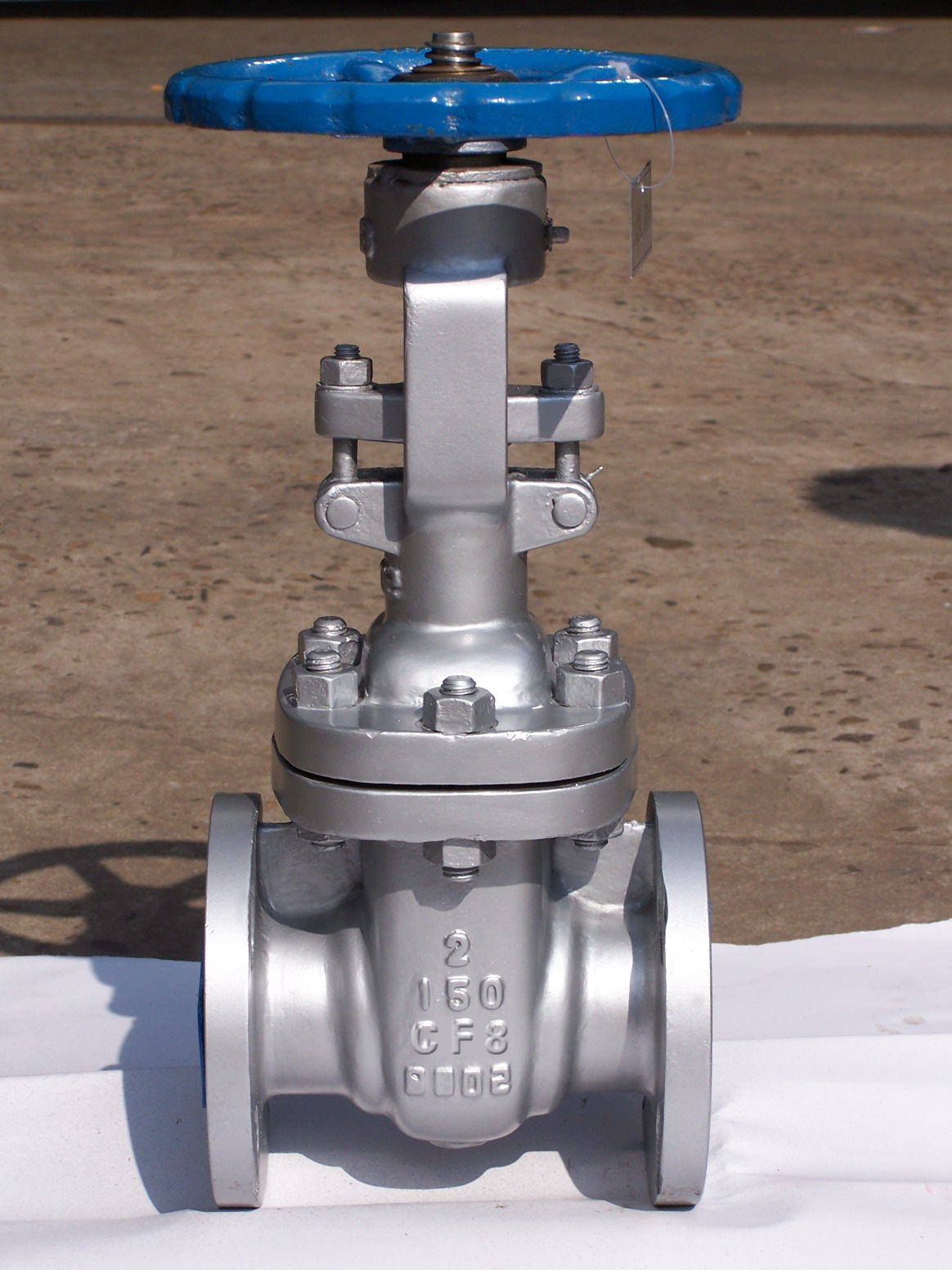
Schuifafsluiter
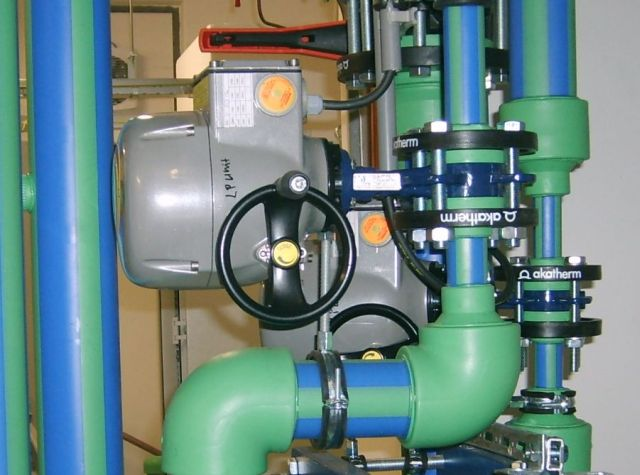
Vlinderklep (in zij-aanzicht, tussen flenzen geklemd) met elektrische aandrijving (grijs). In dit geval is tevens voorzien in een handwiel voor handmatige verstelling
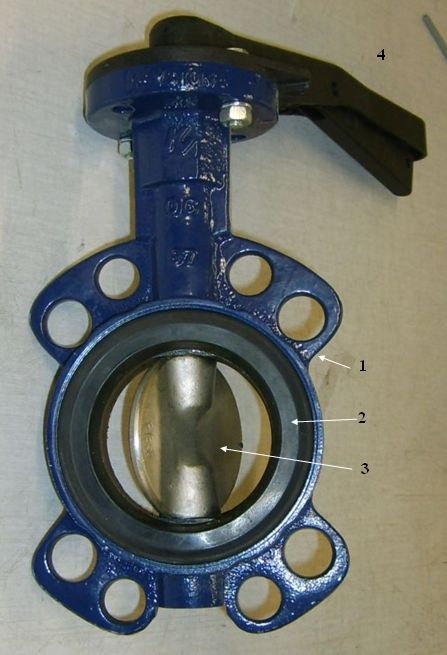
Vlinderklep: 1 huis met boutgaten, 2 voering (hier rubber), 3 draaibare schijf (hier roestvrij staal), 4 bedieningshendel